# کولوینستون
کولوینستون (به انگلیسی: Colwinston) یک منطقهٔ مسکونی در بریتانیا است که در ویل آو گلامورگن واقع شده‌است. کولوینستون ۴۴۷ نفر جمعیت دارد.